# Del Reeves
Franklin Delano Reeves, detto Del (Sparta, 14 luglio 1932 – Centerville, 1º gennaio 2007), è stato un cantautore statunitense.
I suoi genitori lo chiamarono così in onore dell'uomo politico del Partito Democratico (e futuro presidente degli Stati Uniti) Franklin D. Roosevelt.
Più giovane di undici figli, imparò a suonare la chitarra da bambino ed a dodici anni si esibiva già in una radio locale. All'inizio degli anni cinquanta servì l'aviazione statunitense a Sacramento.
Cominciò la sua carriera artistica nel 1961 con il brano Be quiet mind; con gli anni Del Reeves sarebbe diventato uno dei più celebri esponenti della musica country internazionale.
La sua canzone di maggior successo fu The girl on the billboard, che nel 1965 arrivò al primo posto della hit parade americana. Altri pezzi celebri da lui pubblicati negli anni sessanta furono Be glad e Good Time Charlie's.
Negli anni settanta realizzò famosi duetti con Bobby Goldsboro e Penny DeHaven. Nel 1972 ebbe l'opportunità di condurre uno show televisivo intitolato Del Reeves Country Carnival, che non ebbe una grande audience. Dopo il buon risultato ottenuto con la canzone The Philadelphia fillies del 1975, iniziò un lento declino che lo portò a scomparire dal mondo dello showbiz.
Nel 1998 pubblicò il suo trentesimo album, I'll Take My Chances, che fu un fiasco e lo convinse a ritirarsi ufficialmente dal mondo della musica. Membro del Grand Ole Opry per più di quarant'anni, morì a causa di un enfisema il giorno di capodanno del 2007.